# Ponte del Gran Caso
Il ponte del Gran Caso è un ponte romano sul torrente Gran Caso, 2 km a sud di Ascoli Piceno.
Sul ponte passava l'antica Via Salaria. Oggi la struttura è circondata da una fitta vegetazione ma è tuttora percorribile. Il ponte ha una campata di 6 m, una larghezza di 3,3 m ed è costruito in travertino.